# وولف هوبر
 وولف هوبر (انگلیسی: Wolf Huber؛ ۱۴۸۵ – ۳ ژوئن ۱۵۵۳) یک معمار، و نقاش اهل آلمان بود.